# 圣韦尔蒂
圣韦尔蒂（法語：Sainte-Vertu，法語發音：[sɛ̃t vɛʁty]）是法国勃艮第-弗朗什-孔泰大区约讷省的一个市镇，位于该省中东部，属于阿瓦隆区。

## 地理
圣韦尔蒂（47°44'58"N, 3°54'57"E）面积14.36 平方千米，位于法国勃艮第-弗朗什-孔泰大區约讷省，该省份为法国中北部内陆省份，西接卢瓦雷省，西北接塞纳-马恩省，南至涅夫勒省，东临科多尔省，东北与奥布省接壤。
与圣韦尔蒂接壤的市镇（或旧市镇、城区）包括：伊鲁埃尔、艾格勒蒙、瑟兰河畔阿奈、莫莱、尼特里、努瓦耶、瑟兰河畔普瓦伊。

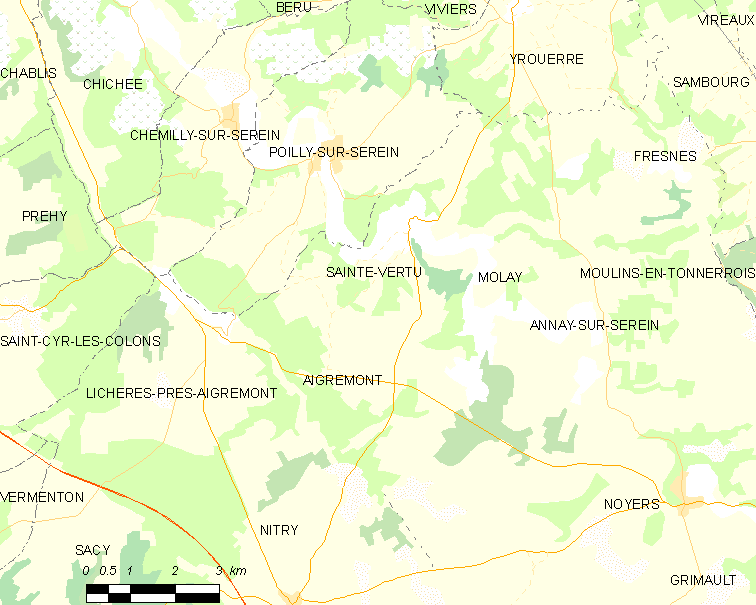
圣韦尔蒂的OSM定位图

圣韦尔蒂的时区为UTC+01:00、UTC+02:00（夏令时）。

## 行政
圣韦尔蒂的邮政编码为89310，INSEE市镇编码为89371。

## 政治
圣韦尔蒂所属的省级选区为沙布利县。

## 人口

1962-2008年间圣韦尔蒂人口变化图示

圣韦尔蒂于2022年1月1日时的人口数量为67人。